# Anthony Barbar
Anthony Barbar, född 18 november 1992, är en libanesisk simmare.
Barbar tävlade för Libanon vid olympiska sommarspelen 2016 i Rio de Janeiro, där han blev utslagen i försöksheatet på 50 meter frisim.